# جام جهانی فوتبال ۲۰۱۴
جام جهانی فوتبال ۲۰۱۴ بیستمین دورهٔ جام جهانی فوتبال بود که از ۱۲ ژوئن ۲۰۱۴ تا ۱۳ ژوئیه ۲۰۱۴ در کشور برزیل برگزار شد و در نهایت با قهرمانی تیم ملی فوتبال آلمان پایان گرفت. در دیدار پایانی ژرمن‌ها موفق شدند با یک گل ماریو گوتزه در دقایق پایانی وقت اضافه دوم، تیم ملی آرژانتین را شکست دهند.
برزیل پس از میزبانی در سال ۱۹۵۰ میلادی، برای دومین بار موفق به کسب میزبانی جام جهانی گردید. این کشور پس از مکزیک، ایتالیا، فرانسه و آلمان، پنجمین کشوری است که برای دومین بار میزبان جام جهانی می‌شود. در جام جهانی ۲۰۱۴ برزیل، طبق ادوار گذشته (از جام جهانی ۱۹۹۸ فرانسه به بعد) ۳۲ تیم حضور داشتند که شامل ۱۳ تیم از اروپا، ۶ تیم از آمریکای جنوبی (همراه با برزیل)، ۵ تیم از آفریقا، ۴ تیم از آسیا و ۴ تیم از منطقه کونکاکاف (آمریکای شمالی، مرکزی و کارائیب) می‌شدند.
در این رقابت‌ها ۶۴ مسابقه در ۱۲ شهر مختلف برزیل برگزار شد. در این دوره از مسابقات تمامی قهرمانان ادوار قبلی جام جهانی یعنی برزیل، ایتالیا، آلمان، آرژانتین، اروگوئه، اسپانیا و فرانسه حضور داشتند. مدافع عنوان قهرمانی - اسپانیا - در مرحله گروهی همراه با انگلستان و ایتالیا حذف شدند. اروگوئه هم در دور یک‌هشتم نهایی حذف شد. هم چنین، فرانسه در دور یک چهارم نهایی حذف شد. دیدار فینال بین دو قهرمان اسبق جام جهانی، آلمان و آرژانتین، برگزار شد، که نهایتاً آلمان توانست آرژانتین را با یک گل در دقایق آخر وقت اضافی دوم شکست دهد و برای نخستین بار در تاریخ جام جهانی، مبدل به یک تیم اروپایی شود که در قاره آمریکای جنوبی قهرمان جام جهانی فوتبال شده‌است. هم چنین، این اولین بار است که قهرمان جام جهانی به صورت پی در پی از قاره اروپا (جام جهانی ۲۰۰۶ آلمان: ایتالیا؛ جام جهانی ۲۰۱۰ آفریقای جنوبی: اسپانیا و جام جهانی ۲۰۱۴ برزیل: آلمان) می‌باشد.
نشان رسمی این جام، جمعه ۱۸ تیر ۱۳۸۹ با برگزاری مراسمی در ژوهانسبورگ رونمایی شد. در این مراسم علاوه بر سپ بلاتر، داسیلوا رئیس‌جمهوری برزیل ریکاردو تکسریا رئیس فدراسیون فوتبال برزیل، کافو، روبرتو کارلوس، روماریو و کارلوس آلبرتو تورس و کارلوس آلبرتو پریرا حضور داشتند. نماد جام جهانی ۲۰۱۴ برزیل، تندیس جام قهرمانی است که ۲ دست سبز رنگ روی آن و یک دست زرد زیر آن قرار دارد.
طراحی پوستر این جام توسط کارن هایدینگر، طراح برزیلی انجام شده‌است. این پوستر شامل نقشهٔ برزیل است که از خطوط پاهای بازیکنان تشکیل شده‌است. همچنین نماد این دوره از بازیهای جام جهانی فوتبال، فولکو، ششمین حیوانی بود که به عنوان نماد جام جهانی انتخاب می‌شد.

## انتخاب میزبان

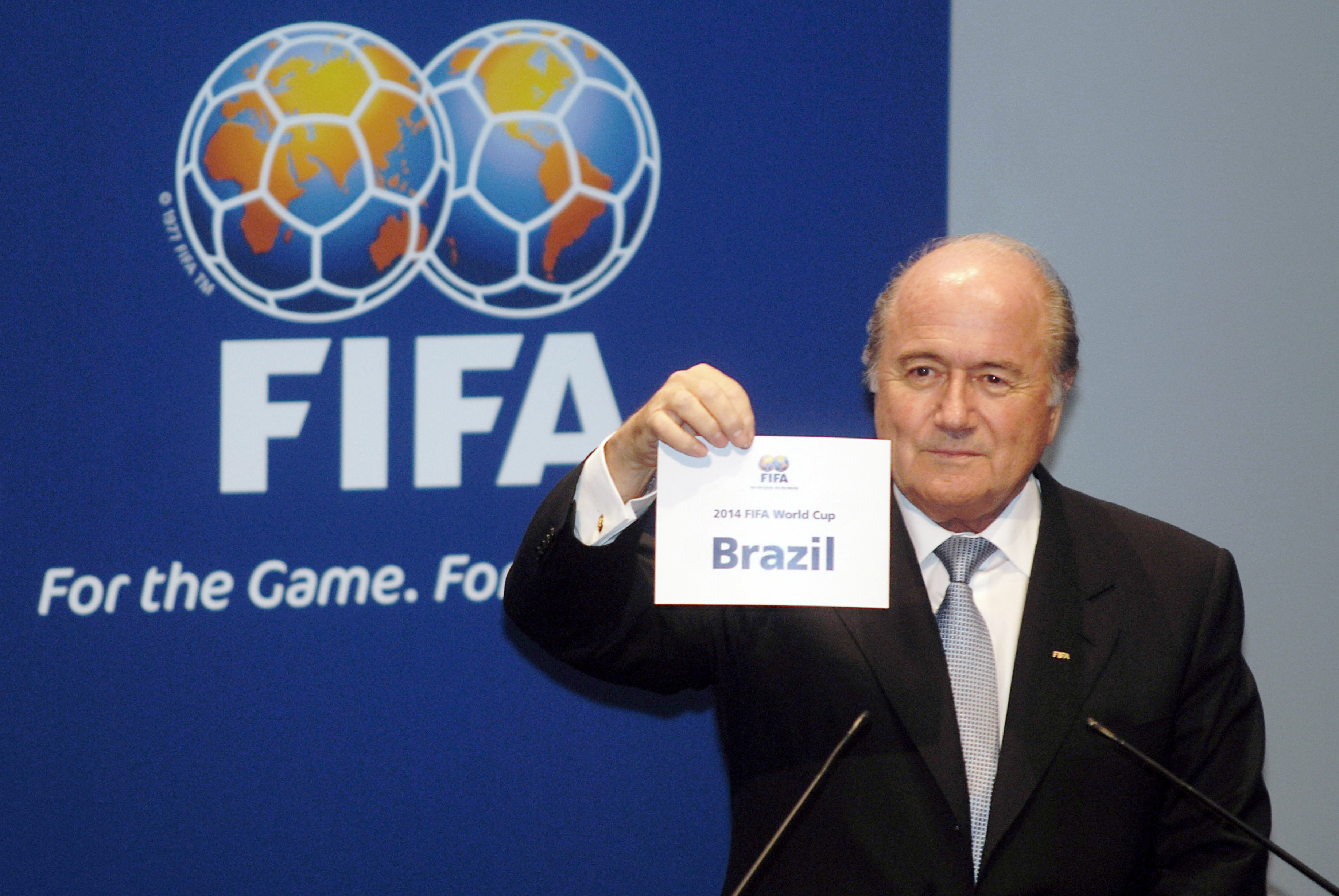
اعلام میزبانی برزیل توسط سپ بلاتر

فدراسیون بین‌المللی فوتبال (فیفا) در ۷ مارس ۲۰۰۳ اعلام کرد که مسابقات جام جهانی فوتبال در آمریکای جنوبی برگزار خواهد شد. این بدین منظور بود که پس از جام جهانی فوتبال ۱۹۷۸ آرژانتین، مسابقات به صورت دوره‌ای در قاره‌های مختلف جهان برگزار شود.
در ۳ ژوئن ۲۰۰۳، کنفدراسیون فوتبال آمریکای جنوبی (کونمبول) در ابتدا اعلام کرد که ۳ کشور آرژانتین، برزیل و کلمبیا خواهان میزبانی جام جهانی ۲۰۱۴ هستند. اما در ماه مارس ۲۰۰۴، کونمبول اعلام کرد که انجمن به اتفاق آراء رأی به میزبانی برزیل داده‌اند. در طول این ماه، کلمبیا تصمیم گرفت که بر پیشنهاد خود مصمم باشد و به‌طور رسمی در دسامبر ۲۰۰۶ نامزدی خود را اعلام کرد؛ این در حالی بود که برزیل یک هفته پیش نامزدی خود را به‌طور رسمی اعلام کرده بود. در نهایت، کلمبیا در آوریل ۲۰۰۷ رسماً از پیشنهاد خود عقب‌نشینی کرد. در نتیجه، فقط برزیل نامزد میزبانی جام جهانی ۲۰۱۴ باقی ماند، که در ۳۰ اکتبر ۲۰۰۷، فیفا پس از جلسهٔ کمیتهٔ اجرایی این فدراسیون، برزیل را به عنوان میزبان رسمی این مسابقات معرفی کرد.
این بار دوم است که برزیل میزبان جام جهانی می‌شود. اولین بار برزیل در سال ۱۹۵۰ میزبان جام جهانی بود. برزیل بعد از مکزیک، ایتالیا، فرانسه و آلمان پنجمین کشوری است که برای دومین بار میزبان جام جهانی می‌شود. در هر چهار دوره قبلی که مسابقات در آمریکای جنوبی برگزار شده تیم‌های این قاره به قهرمانی رسیده‌اند (دو بار آرژانتین و دو بار اروگوئه) اما برزیل تاکنون نتوانسته در کشور خود قهرمان رقابت‌ها شود.

## مرحله مقدماتی

### تیم‌های انتخاب شده
از جام جهانی ۲۰۰۶ به بعد فیفا قوانین تعیین تیم‌های شرکت‌کننده را تغییر داد و قرار بر این شد که تنها تیم میزبان بدون شرکت در مسابقات مقدماتی به مرحلهٔ نهایی پا گذارد و قهرمان دورهٔ پیشین جام نیز موظف به شرکت در مسابقات دور مقدماتی باشد. این قانون برای جام‌های آتی هم اجرا می‌شود. مرحله مقدماتی جام جهانی فوتبال ۲۰۱۴ برای کسب ۳۱ سهمیه جام جهانی ۲۰۱۴ در سراسر جهان از ۳ مارس ۲۰۱۱ تا ۲۰ نوامبر ۲۰۱۳ برگزار شده‌است. جام جهانی فوتبال ۲۰۱۴ با حضور ۳۲ تیم از سراسر جهان برگزار خواهد شد. برزیل به عنوان کشور میزبان به صورت مستقیم در این بازی‌ها حضور دارد و ۳۱ تیم دیگر با برگزاری مسابقات مقدماتی در تمامی قاره‌ها انتخاب شده‌اند.
تیم‌های زیر، که براساس کنفدراسیون منطقه خود دسته‌بندی شده‌اند برای دور نهایی انتخاب شدند. عدد داخل قلاب، ردهٔ تیم در آخرین رده‌بندی فیفا در ۱۳ اکتبر ۲۰۱۳ است.
| اروپا (یوفا) (۱۳) - بلژیک [۵] - بوسنی و هرزگوین [۱۶] (اولین حضور) - کرواسی [۱۸] - انگلستان [۱۰] - فرانسه [۲۱] - آلمان [۲] - یونان [۱۵] - ایتالیا [۹] - هلند [۸] - پرتغال [۱۴] - روسیه [۱۹] - اسپانیا [۱] - سوئیس [۷] آسیا (ای‌اف‌سی) (۴) - استرالیا [۵۷] - ایران [۴۹] - ژاپن [۴۴] - کرهٔ جنوبی [۵۶] اقیانوسیه (اواف‌سی) (۰) - بدون سهمیه | آمریکای شمالی، مرکزی و کشورهای حوزهٔ دریای کارائیب (کونکاکاف) (۴) - کاستاریکا [۳۱] - هندوراس [۳۴] - مکزیک [۲۴] - ایالات متحده آمریکا [۱۳] آمریکای جنوبی (کونمبول) (۶) - آرژانتین [۳] - برزیل [۱۱] (میزبان) - شیلی [۱۲] - کلمبیا [۴] - اکوادور [۲۲] - اروگوئه [۶] آفریقا (سی‌ای‌اف) (۵) - الجزایر [۳۲] - کامرون [۵۹] - غنا [۲۳] - ساحل عاج [۱۷] - نیجریه [۳۳] |

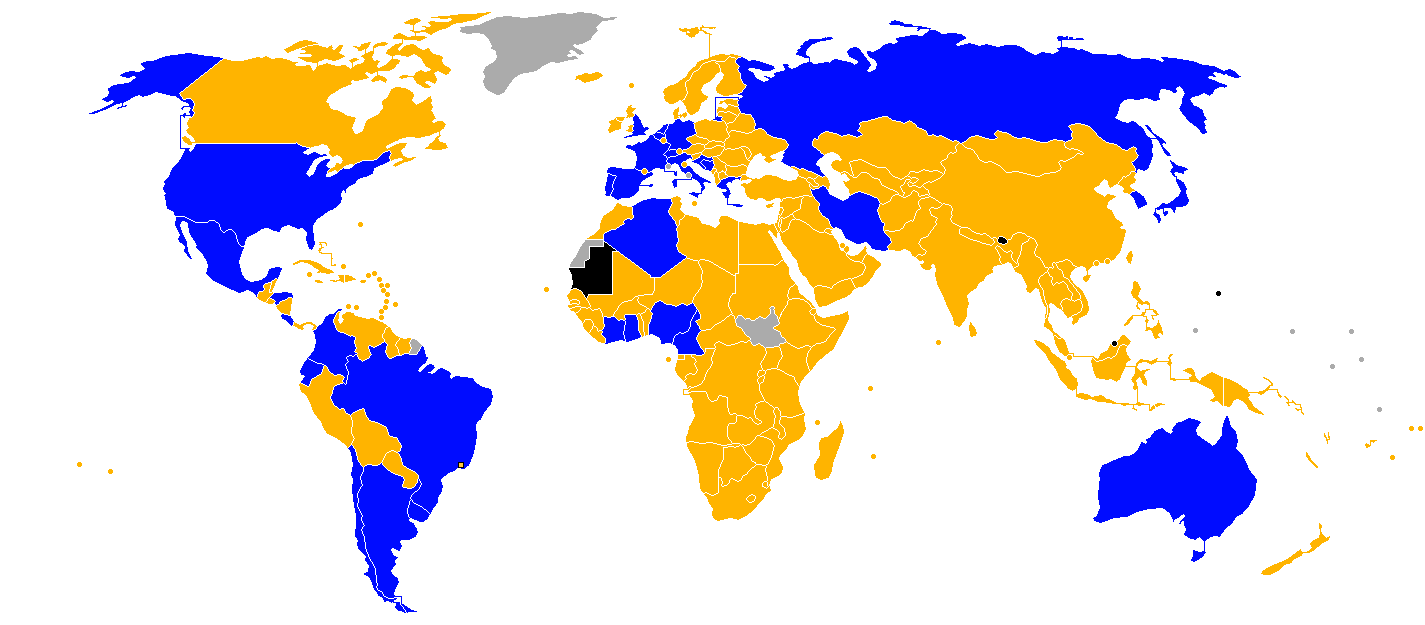

## ورزشگاه‌ها
۱۲ شهر ریودو ژانیرو، برازیلیا، سائوپائولو، فورتالزا، بلو هوریزونته، پورتو الگره، سالوادور، ریسیف، مانائوس، کوریتیبا، کویابا و ناتال شهرهای میزبان جام جهانی فوتبال ۲۰۱۴ شدند.
| ریودو ژانیرو                       | برازیلیا                                                                                                | سائوپائولو                                                                                              | فورتالزا                         |
| ---------------------------------- | --- | --- | -------------------------------- |
| ورزشگاه ماراکانا                   | ورزشگاه ملی مانه گارینشا                                                                                | ورزشگاه آرنا کورینتیانس                                                                                 | ورزشگاه کاستلو فورتالزا          |
| ظرفیت: ۷۴٬۷۳۸                      | ظرفیت: ۶۹٬۴۳۲                                                                                           | ظرفیت: ۶۲٬۶۰۱                                                                                           | ظرفیت: ۶۰٬۳۴۸                    |
|                                    | | |                                  |
| بلو هوریزونته، میناس گرایس         | بلو هوریزونتهبرازیلیافورتالزاپورتو الگرهسائوپائولوریودو ژانیروسالوادورناتالکویاباکوریتیبامانائوسریسیف · | بلو هوریزونتهبرازیلیافورتالزاپورتو الگرهسائوپائولوریودو ژانیروسالوادورناتالکویاباکوریتیبامانائوسریسیف · | پورتو الگره، ریو گرانده جنوبی    |
| ورزشگاه مینیرو                     | بلو هوریزونتهبرازیلیافورتالزاپورتو الگرهسائوپائولوریودو ژانیروسالوادورناتالکویاباکوریتیبامانائوسریسیف · | بلو هوریزونتهبرازیلیافورتالزاپورتو الگرهسائوپائولوریودو ژانیروسالوادورناتالکویاباکوریتیبامانائوسریسیف · | ورزشگاه بیرا ریو                 |
| ظرفیت: ۵۸٬۲۵۹                      | بلو هوریزونتهبرازیلیافورتالزاپورتو الگرهسائوپائولوریودو ژانیروسالوادورناتالکویاباکوریتیبامانائوسریسیف · | بلو هوریزونتهبرازیلیافورتالزاپورتو الگرهسائوپائولوریودو ژانیروسالوادورناتالکویاباکوریتیبامانائوسریسیف · | ظرفیت: ۴۳٬۳۹۴                    |
|                                    | بلو هوریزونتهبرازیلیافورتالزاپورتو الگرهسائوپائولوریودو ژانیروسالوادورناتالکویاباکوریتیبامانائوسریسیف · | بلو هوریزونتهبرازیلیافورتالزاپورتو الگرهسائوپائولوریودو ژانیروسالوادورناتالکویاباکوریتیبامانائوسریسیف · |                                  |
| سالوادور، باهیا                    | بلو هوریزونتهبرازیلیافورتالزاپورتو الگرهسائوپائولوریودو ژانیروسالوادورناتالکویاباکوریتیبامانائوسریسیف · | بلو هوریزونتهبرازیلیافورتالزاپورتو الگرهسائوپائولوریودو ژانیروسالوادورناتالکویاباکوریتیبامانائوسریسیف · | ریسیف، پرنامبوکو                 |
| ورزشگاه ایتایپاوا آرنا فونته نوآوا | بلو هوریزونتهبرازیلیافورتالزاپورتو الگرهسائوپائولوریودو ژانیروسالوادورناتالکویاباکوریتیبامانائوسریسیف · | بلو هوریزونتهبرازیلیافورتالزاپورتو الگرهسائوپائولوریودو ژانیروسالوادورناتالکویاباکوریتیبامانائوسریسیف · | ورزشگاه ایتایپاوا آرنا پرنامبوکو |
| ظرفیت: ۵۱٬۷۰۸                      | بلو هوریزونتهبرازیلیافورتالزاپورتو الگرهسائوپائولوریودو ژانیروسالوادورناتالکویاباکوریتیبامانائوسریسیف · | بلو هوریزونتهبرازیلیافورتالزاپورتو الگرهسائوپائولوریودو ژانیروسالوادورناتالکویاباکوریتیبامانائوسریسیف · | ظرفیت: ۴۲٬۵۸۳                    |
|                                    | بلو هوریزونتهبرازیلیافورتالزاپورتو الگرهسائوپائولوریودو ژانیروسالوادورناتالکویاباکوریتیبامانائوسریسیف · | بلو هوریزونتهبرازیلیافورتالزاپورتو الگرهسائوپائولوریودو ژانیروسالوادورناتالکویاباکوریتیبامانائوسریسیف · |                                  |
| کویابا                             | مانائوس                                                                                                 | ناتال                                                                                                   | کوریتیبا                         |
| ورزشگاه آرنا پانتانال              | ورزشگاه آرنا آمازونیا                                                                                   | ورزشگاه آرنا داس دوناس                                                                                  | ورزشگاه آرنا دا بایشادا          |
| ظرفیت: ۴۱٬۱۱۲                      | ظرفیت: ۴۰٬۵۴۹                                                                                           | ظرفیت: ۳۹٬۹۷۱                                                                                           | ظرفیت: ۳۹٬۶۳۱                    |
|                                    | | |                                  |

## نوآوری‌ها

### فناوری‌ها

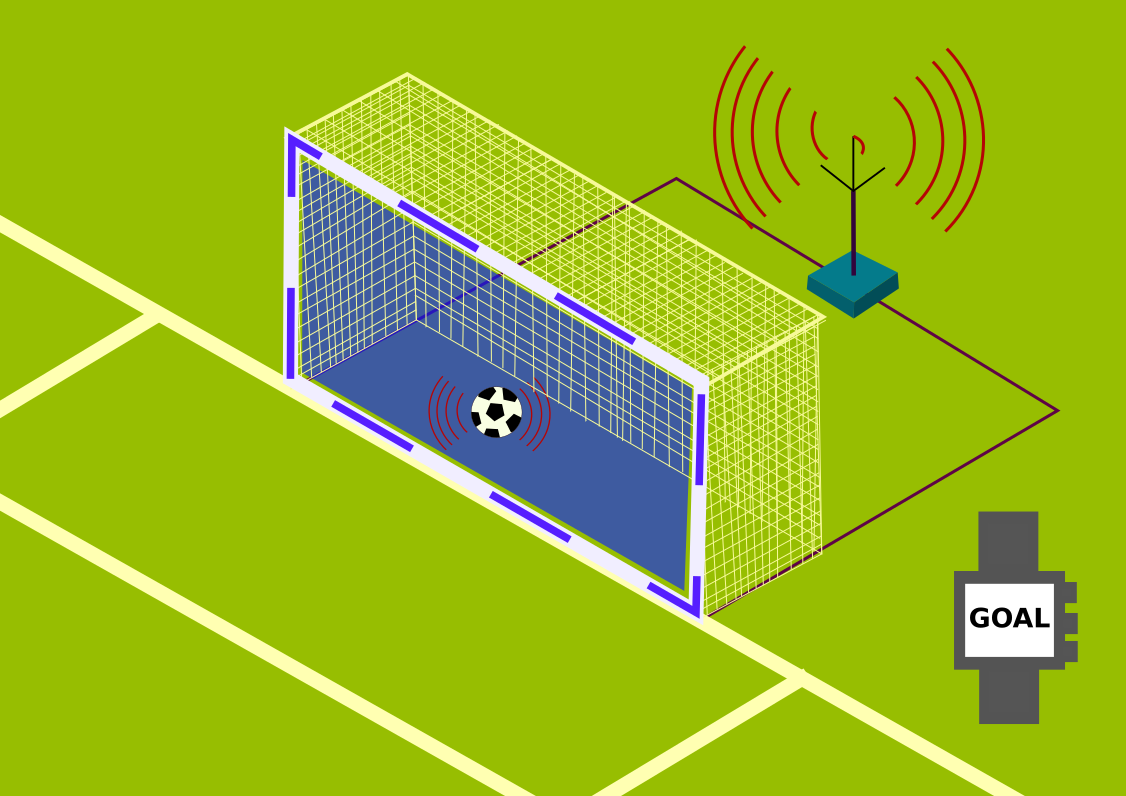
فناوری خط دروازه

برای افزایش صحت اعلام گل توسط داوران، پس از آزمایش‌هایی که در جام کنفدراسیون‌ها سال ۲۰۱۳ انجام شد، فناوری خط دروازه توسط فیفا در جام جهانی ۲۰۱۴ برزیل معرفی شد. این سیستم دارای ۱۴ دوربین پرسرعت بود که به هر یک از دروازه‌ها ۷ دوربین اختصاص داده شد. داده‌ها به مرکز پردازش تصویر مرکزی فرستاده می‌شدند، جایی که گل یا عدم گل تشخیص داده می‌شد. داور مسابقه به ساعتی مجهز بود که به محض تشخیص گل توسط سیستم، به لرزه درمی‌آمد و پیغام «گل (به انگلیسی: Goal)» را نمایش می‌داد. گل دوم فرانسه در بازی گروهی‌اش مقابل هندوراس اولین باری بود که از این تکنولوژی استفاده شد.
پس از آزمایش‌های موفق، فیفا استفاده از افشانه محوشونده توسط داوران را تأیید کرد. اسپری‌ای بر پایه آب که در عرض چند دقیقه محو می‌شود، می‌تواند برای مشخص کردن خط ده یاردی برای دیوار دفاعی تیم مقابل در هنگام ضربه آزاد و همچنین ترسیم محل قرارگیری توپ برای یک ضربه آزاد استفاده شود.

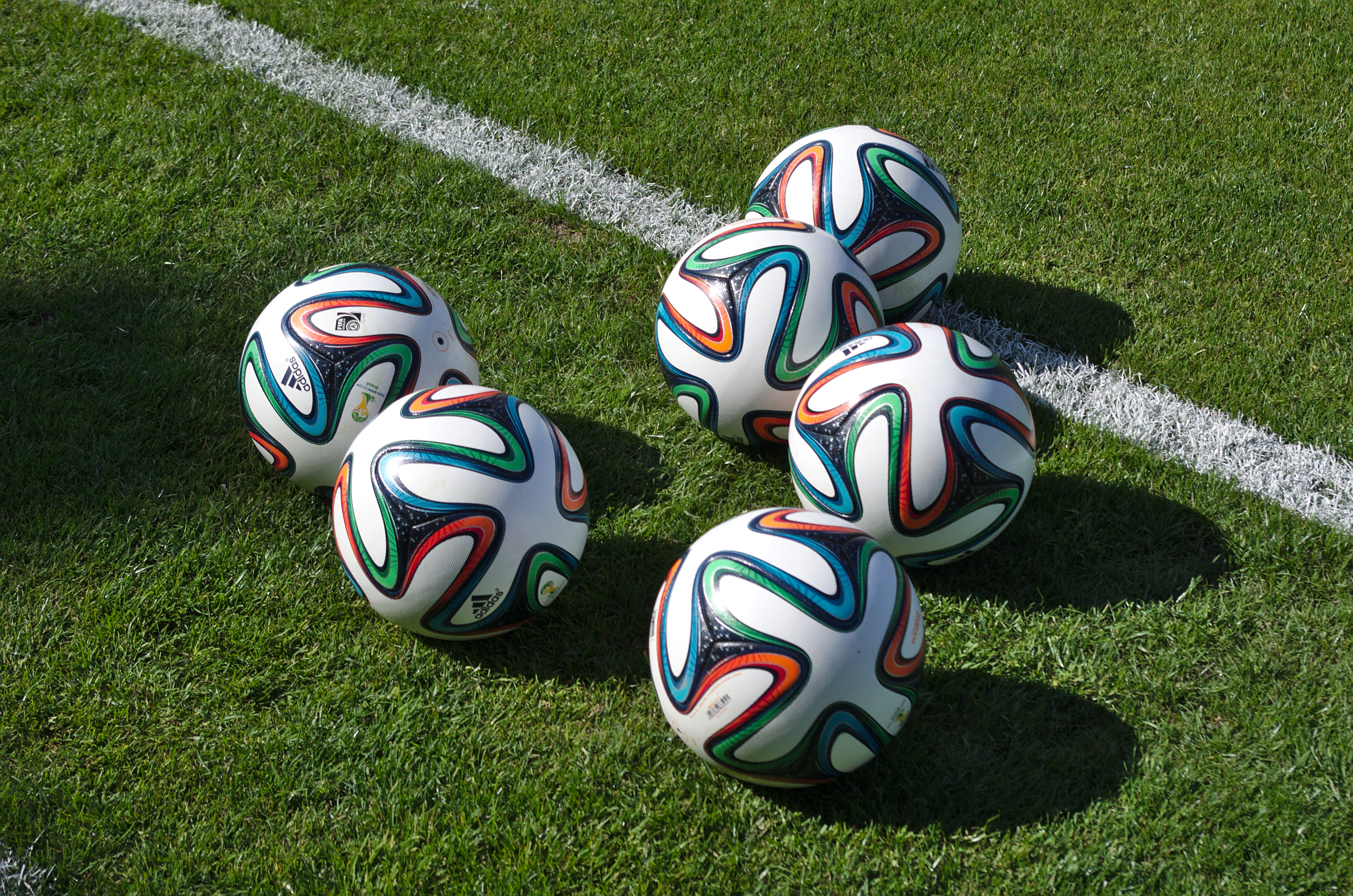
برازوکا، توپ رسمی بازی‌ها جام جهانی ۲۰۱۴ برزیل

آدیداس برازوکا، توپ رسمی بازی‌های جام جهانی ۲۰۱۴ برزیل بود که توسط شرکت آدیداس و کمپانی تحت حمایت فیفا، فوروارد اسپورتس سیالکوت، در پاکستان تولید شد. آدیداس پس از انتقادهایی که به توپ جام جهانی ۲۰۱۰ شده بود، طراحی جدیدی از توپ را شروع کرد. تعداد قطعه‌های توپ به ۶ قطعه کاهش یافت. همچنین این قطعه‌ها از لحاظ حرارتی به هم چسبانده شدند. این کار باعث می‌شد تا توپی با قوام و آیرودینامیک بهتر تولید شود.

### استراحت‌های بین بازی
به دلیل دمای نسبتاً زیاد برزیل، به ویژه در نواحی شمالی که به خط استوا نزدیک‌تر است، استراحت‌هایی بین بازی برای خنک شدن بازیکنان در نظر گرفته شد. اگر دما بیشتر از ۳۲ درجه سانتیگراد (۹۰ درجه فارنهایت) باشد، این توقف می‌تواند بعد از دقیقه ۳۰ هر نیمه به اختیار داور مسابقه انجام شود.
اولین استراحت بین بازی در دقیقه ۳۲ بازی هلند و مکزیک در یک‌هشتم نهایی جام جهانی ۲۰۱۴ اتفاق افتاد. این بازی در ورزشگاه کاستلو شهر فورتالزا برزیل انجام شد. در آغاز مسابقه، فیفا درجه حرارت را در ۳۲ درجه سانتیگراد (۹۰ درجه فارنهایت) با رطوبت ۶۸٪ ذکر کرد.

### ضد-دوپینگ
به دلیل اینکه مجوز آزمایشگاه تست دوپینگ ریو دو ژانیرو توسط آژانس بین‌المللی مبارزه با دوپینگ لغو شده بود و نیز این آزمایشگاه نمی‌توانست تا شروع بازی‌های جام جهانی ۲۰۱۴ مجوز بگیرد، نمونه‌های بازیکنان به آزمایشگاه لوزان سوئیس فرستاده می‌شدند. نمونه‌های خون و ادرار از همه بازیکنان قبل از مسابقه، و از دو بازیکن به صورت شانسی و تصادفی در هر تیم در هر مسابقه به سوئیس فرستاده می‌شد. فیفا گزارش داد که ۹۱٫۵٪ از بازیکنانی که در این مسابقات شرکت می‌کنند، قبل از شروع مسابقه تست شده‌اند و تست هیچ‌کدام از آنها مثبت ارزیابی نشده‌است. با این حال، از فیفا دربارهٔ نحوه انجام تست‌های دوپینگ و هزینه‌های زیاد ارسال به اروپا انتقاد شد.

## داوران
در ماه مارس ۲۰۱۳ فیفا؛ لیست ۵۲ نفره داوران اولیه همراه با کمک داورها را از هر ۶ کنفدراسیون را منتشر کرد. کمیته داوران فیفا روز ۱۴ ژانویه به ریاست جیم بویس از ایرلند شمالی تشکیل جلسه داد و طی آن اسامی ۲۵ داور و ۸ زوج ذخیره از ۴۳ کشور جهان اعلام شد. تیم ذخیره در صورت نیاز می‌توانند جایگزین شده و در امر قضاوت نقش جدی داشته باشند.

### داوران اصلی
| کنفدراسیون‌ها                            | داوران                           | کمک داورها                                                          |
| --------------------------------------- | -------------------------------- | ------------------------------------------------------------------- |
| آسیا (ای‌اف‌سی)                           | روشن ایرماتوف · ازبکستان         | عبدوخمیدولو رسولف · ازبکستان · بختیار کوچکاروف · قرقیزستان          |
| آسیا (ای‌اف‌سی)                           | یوییچی نیشیمورا · ژاپن           | تورو ساگارا · ژاپن · توشیوکی ناگی · ژاپن                            |
| آسیا (ای‌اف‌سی)                           | نواف شکرالله · بحرین             | یاسر تلفت · بحرین · ابراهیم صالح · بحرین                            |
| آسیا (ای‌اف‌سی)                           | بن ویلیامز · استرالیا            | متیو کریم · استرالیا · هاکان آناز · استرالیا                        |
| آفریقا(سی‌ای‌اف)                          | نوماندیز دوئه · ساحل عاج         | سونگو فیلو یئو · ساحل عاج · ژان کلود بیرموشا · بوروندی              |
| آفریقا(سی‌ای‌اف)                          | باکاری گاساما · گامبیا           | اواریست منکونده · کامرون · فیلیسین کاباندا · رواندا                 |
| آفریقا(سی‌ای‌اف)                          | جمال حیمودی · الجزایر            | عبدلحک اتچیالی · الجزایر · رودنه اشیک · مراکش                       |
| آمریکای شمالی مرکزی و کارائیب(کونکاکاف) | جول آگویلار · السالوادور         | ویلیام تورس · السالوادور · خوان زومبا · السالوادور                  |
| آمریکای شمالی مرکزی و کارائیب(کونکاکاف) | مارک گایگر · ایالات متحده آمریکا | مارک هورد · ایالات متحده آمریکا · جو فلچر · کانادا                  |
| آمریکای شمالی مرکزی و کارائیب(کونکاکاف) | مارکو آنتونیو رودریگز · مکزیک    | مروین تورنترا · مکزیک · مارکوس کوینیترو · مکزیک                     |
| آمریکای جنوبی(کونمبول)                  | نستور پیتانا · آرژانتین          | هرنان مایدانا · آرژانتین · خوان پابلو بلاتی · آرژانتین              |
| آمریکای جنوبی(کونمبول)                  | ساندرو ریسی · برزیل              | امرسون دی کاروالیو · برزیل · مارسلو فان گاس · برزیل                 |
| آمریکای جنوبی(کونمبول)                  | انریکه اوسز · شیلی               | کارلوس آستروزا · شیلی · سرخیو رومن · شیلی                           |
| آمریکای جنوبی(کونمبول)                  | ویلمار رولدان · کلمبیا           | هومبرتو کلاویو · کلمبیا · اوارد دیاز · کلمبیا                       |
| آمریکای جنوبی(کونمبول)                  | کارلوس ورا · اکوادور             | کریستین لسکانو · اکوادور · بریون رومرو · اکوادور                    |
| اقیانوسیه(اواف‌سی)                       | پیتر اولری · نیوزیلند            | یان هندریک هینتس · نیوزیلند · راوانیش کومار · فیجی                  |
| اروپا(یوفا)                             | فلیکس بریچ · آلمان               | اشتفان لوپ · آلمان · مارک بورش · آلمان                              |
| اروپا(یوفا)                             | جونیت چاکیر · ترکیه              | ابهاتین توران · ترکیه · تاریک اونگان · ترکیه                        |
| اروپا(یوفا)                             | یوناس اریکسون · سوئد             | ماتیلاس کلاسنیوس · سوئد · دانیل ورن مارک · سوئد                     |
| اروپا(یوفا)                             | بیورن کویپرس · هلند              | ساندر فان روکل · هلند · اروین زینستارا · هلند                       |
| اروپا(یوفا)                             | میلوراد ماژیچ · صربستان          | میلووان ریستیچ · صربستان · دالیبور چورچویچ · صربستان                |
| اروپا(یوفا)                             | پدرو پروئنکا · پرتغال            | برتینو میراندا · پرتغال · تیاگو تریگو · پرتغال                      |
| اروپا(یوفا)                             | نیکولا ریتزولی · ایتالیا         | رناتو فاورانی · ایتالیا · آندره استفانی · ایتالیا                   |
| اروپا(یوفا)                             | کارلوس ولاسکو کاربایو · اسپانیا  | روبرتو آلونسو فرناندز · اسپانیا · خوان کارلوس یوسته خیمنس · اسپانیا |
| اروپا(یوفا)                             | هاوارد وب · انگلستان             | مایک مولکاری · انگلستان · دارن کان · انگلستان                       |

### داوران ذخیره
| کنفدراسیون‌ها                            | داوران                        | کمک داورها                       |
| --------------------------------------- | ----------------------------- | -------------------------------- |
| آسیا (ای‌اف‌سی)                           | علی رضا فغانی · ایران         | حسن کامرانی فر · ایران           |
| آفریقا (سی‌ای‌اف)                         | نوانت الیوم · کامرون          | جبرئیل کامارا · سنگال            |
| آفریقا (سی‌ای‌اف)                         | دانیل بنت · آفریقای جنوبی     | آدن ماروا · کنیا                 |
| آمریکای شمالی مرکزی و کارائیب(کونکاکاف) | روبرتو مورنو · پاناما         | اریک بوریا · ایالات متحده آمریکا |
| آمریکای شمالی مرکزی و کارائیب(کونکاکاف) | والتر لوپز · گواتمالا         | لئونل لئال · کاستاریکا           |
| آمریکای جنوبی (کونمبول)                 | ویکتور هوگو کاریو · پرو       | رودنی آکینو · پاراگوئه           |
| اقیانوسیه (اواف‌سی)                      | نوربرت هائوتا · پلی‌نزی فرانسه | مارک رول · نیوزیلند              |
| اروپا (یوفا)                            | اسوین ادوار موئن · نروژ       | کیم هاگلوند · نروژ               |

## سیدبندی
سیدبندی جام جهانی ۲۰۱۴ در ۳ دسامبر ۲۰۱۳ توسط فیفا اعلام شده‌است، ۳۲ تیم انتخاب شده در ۴ سید تقسیم‌بندی شده‌اند که سید اول شامل برزیل به عنوان میزبان رقابت‌ها و ۷ تیم برتر رنکینگ فیفا که در اکتبر ۲۰۱۳ اعلام شده‌است می‌باشد، دیگر تیم‌ها نیز در ۳ سید دیگر براساس قاره‌ها و کنفدراسیون‌ها جای گرفته‌اند.
| سبد ۱                                                                          | سبد ۲ (آفریقا، آمریکای جنوبی)                               | سبد ۳ (آسیا، کونکاکاف)                                                                  | سبد ۴ (اروپا)                                                                                              |
| ------------------------------------------------------------------------------ | ----------------------------------------------------------- | --------------------------------------------------------------------------------------- | --- |
| برزیل (میزبان) · آرژانتین · کلمبیا · اروگوئه · بلژیک · آلمان · اسپانیا · سوئیس | الجزایر · کامرون · ساحل عاج · غنا · نیجریه · شیلی · اکوادور | استرالیا · ژاپن · ایران · کرهٔ جنوبی · کاستاریکا · هندوراس · مکزیک · ایالات متحده آمریکا | بوسنی و هرزگوین · کرواسی · انگلستان · فرانسه · یونان · ایتالیا (کشیده شد به سید ۲) · هلند · پرتغال · روسیه |

## قرعه‌کشی و گروه‌بندی
مراسم قرعه کشی مرحله نهایی رقابت‌های جام جهانی فوتبال ۲۰۱۴ برزیل در کوستا دو ساویپه ایالت باهیا، حدود ۹۰ کیلومتری شمال سالوادور در تاریخ ۱۵ آذر ۱۳۹۲ مصادف با روز ۶ دسامبر ۲۰۱۳ در ساعت ۱۳:۰۰ به وقت محلی و ۱۹:۳۰ به وقت تهران انجام شد.
فرناندا لیما و رودریگو هیلبرت مجری‌های اصلی مراسم قرعه کشی هستند، انتخاب این دو بازیگر و مدل باعث شد برخی در شبکه‌های اجتماعی، فیفا را به نژادپرستی متهم کنند، چرا که آن‌ها معقتدند دو مجری سفیدپوست این مراسم نماینده اکثریت مردم برزیل نیستند.
به گفته مسولان برگزاری قرعه‌کشی، این مراسم طوری طراحی شده بود که نشانگر زیبایی‌های طبیعی برزیل بود، مارگارت منزس و الودوم وامیسیدا دو خواننده مشهور و سرشناس برزیلی، در این مراسم ترانه‌هایی را اجرا نمودند.
بازیکنان سرشناسی مثل زین الدین زیدان از فرانسه، کافو از برزیل، جف هرست از انگلستان و فابیو کاناوارو از ایتالیا در طول مراسم، قرعه‌کشی را انجام دادند.
| گروه A | گروه B   | گروه C   | گروه D    |
| ------ | -------- | -------- | --------- |
| برزیل  | اسپانیا  | کلمبیا   | اروگوئه   |
| کرواسی | هلند     | یونان    | کاستاریکا |
| مکزیک  | شیلی     | ساحل عاج | انگلستان  |
| کامرون | استرالیا | ژاپن     | ایتالیا   |

| گروه E  | گروه F          | گروه G              | گروه H    |
| ------- | --------------- | ------------------- | --------- |
| سوئیس   | آرژانتین        | آلمان               | بلژیک     |
| اکوادور | بوسنی و هرزگوین | پرتغال              | الجزایر   |
| فرانسه  | ایران           | غنا                 | روسیه     |
| هندوراس | نیجریه          | ایالات متحده آمریکا | کرهٔ جنوبی |

## ترکیب تیم‌ها
تیم‌های صعود کرده به جام جهانی ملزم هستند که تا ۱۰ روز قبل از شروع مسابقات فهرست ۲۳ نفره (۳ دروازه‌بان) از بازیکنان خود را به فیفا ارائه کنند. همچنین تیم‌ها مجاز هستند تا ۲۴ ساعت مانده به اولین مسابقه خود در صورت آسیب‌دیدگی بازیکن جدیدی را جایگزین بازیکنان معرفی شده بکنند.

## مسابقات

### گروه A
| تیم    | بازی | برد | مساوی | باخت | گل‌زده | گل‌خورده | تفاضل‌گل | امتیاز |
| ------ | ---- | --- | ----- | ---- | ----- | ------- | ------- | ------ |
| برزیل  | ۳    | ۲   | ۱     | ۰    | ۷     | ۲       | ۵+      | ۷      |
| مکزیک  | ۳    | ۲   | ۱     | ۰    | ۴     | ۱       | ۳+      | ۷      |
| کرواسی | ۳    | ۱   | ۰     | ۲    | ۶     | ۶       | ۰       | ۳      |
| کامرون | ۳    | ۰   | ۰     | ۳    | ۱     | ۸       | ۴-      | ۰      |

| برزیل                                 | ۳–۱ | کرواسی                |
| ------------------------------------- | --- | --------------------- |
| نیمار ۲۹'، ۷۱' (پنالتی) · اسکار ۱+۹۰' |     | مارسلو ۱۱' (گل‌به‌خودی) |

| مکزیک      | ۱–۰ | کامرون |
| ---------- | --- | ------ |
| پرالتا ۶۱' |     |        |

| برزیل | ۰–۰ | مکزیک |
| ----- | --- | ----- |
|       |     |       |

| کامرون | ۰–۴ | کرواسی                                     |
| ------ | --- | ------------------------------------------ |
|        |     | اولیچ ۱۱' · پریشیچ ۴۸' · مانجوکیچ ۶۱'، ۷۳' |

| کامرون   | ۱–۴ | برزیل                                     |
| -------- | --- | ----------------------------------------- |
| متیپ ۲۶' |     | نیمار ۳۴'، ۱۷' · فرد ۴۹' · فرناندینیو ۸۴' |

| کرواسی     | ۱–۳ | مکزیک                                  |
| ---------- | --- | -------------------------------------- |
| پریشیچ ۸۷' |     | مارکز ۷۲' · گواردادو ۷۵' · هرناندز ۸۲' |

### گروه B
| تیم      | بازی | برد | مساوی | باخت | گل‌زده | گل‌خورده | تفاضل‌گل | امتیاز |
| -------- | ---- | --- | ----- | ---- | ----- | ------- | ------- | ------ |
| هلند     | ۳    | ۳   | ۰     | ۰    | ۱۰    | ۳       | ۷+      | ۹      |
| شیلی     | ۳    | ۲   | ۰     | ۱    | ۵     | ۲       | ۲+      | ۶      |
| اسپانیا  | ۳    | ۱   | ۰     | ۲    | ۴     | ۷       | ۳-      | ۳      |
| استرالیا | ۳    | ۰   | ۰     | ۳    | ۳     | ۹       | ۶-      | ۰      |

| اسپانیا             | ۱–۵ | هلند                                           |
| ------------------- | --- | ---------------------------------------------- |
| آلونسو ۲۷' (پنالتی) |     | فان پرسی ۴۴'، ۷۲' · روبن ۵۳'، ۸۰' · ده فری ۶۴' |

| شیلی                                    | ۳–۱ | استرالیا  |
| --------------------------------------- | --- | --------- |
| سانچز ۱۲' · والدیویا ۱۴' · بوسیور ۲+۹۰' |     | کیهیل ۳۵' |

| استرالیا                        | ۳−۲ | هلند                               |
| ------------------------------- | --- | ---------------------------------- |
| کیهیل ۲۱' · یدیناک ۵۴' (پنالتی) |     | روبن ۲۰' · فان پرسی ۵۸' · دپای ۶۸' |

| اسپانیا | ۲−۰ | شیلی                     |
| ------- | --- | ------------------------ |
|         |     | وارگاس ۱۹' · آرانگیز ۴۳' |

| استرالیا | ۳−۰ | اسپانیا                       |
| -------- | --- | ----------------------------- |
|          |     | ویا ۳۶' · تورس ۶۹' · ماتا ۸۲' |

| هلند                | ۰−۲ | شیلی |
| ------------------- | --- | ---- |
| فر ۷۷' · دپای ۹۰+۲' |     |      |

### گروه C
| تیم      | بازی | برد | مساوی | باخت | گل‌زده | گل‌خورده | تفاضل‌گل | امتیاز |
| -------- | ---- | --- | ----- | ---- | ----- | ------- | ------- | ------ |
| کلمبیا   | ۳    | ۳   | ۰     | ۰    | ۹     | ۲       | ۷+      | ۹      |
| یونان    | ۳    | ۱   | ۱     | ۱    | ۲     | ۴       | ۱-      | ۴      |
| ساحل عاج | ۳    | ۱   | ۰     | ۲    | ۴     | ۵       | ۲-      | ۳      |
| ژاپن     | ۳    | ۰   | ۱     | ۲    | ۲     | ۶       | ۴-      | ۱      |

| کلمبیا                                | ۰−۳ | یونان |
| ------------------------------------- | --- | ----- |
| آرمرو ۵' · گوتیرز ۵۸' · رودریگز ۳+۹۰' |     |       |

| ساحل عاج               | ۱−۲ | ژاپن      |
| ---------------------- | --- | --------- |
| بونی ۶۴' · ژروینیو ۶۶' |     | هوندا ۱۶' |

| کلمبیا                   | ۱−۲ | ساحل عاج    |
| ------------------------ | --- | ----------- |
| رودریگز ۶۴' · کینترو ۷۰' |     | جروینیو ۷۳' |

| ژاپن | ۰−۰ | یونان |
| ---- | --- | ----- |
|      |     |       |

| ژاپن           | ۴−۱ | کلمبیا                                       |
| -------------- | --- | -------------------------------------------- |
| اوکازاکی ۱+۴۵' |     | کوادرادو ۱۷' · مارتینز ۵۵, ۸۲' · رودریگز ۹۰' |

| یونان                                | ۱−۲ | ساحل عاج |
| ------------------------------------ | --- | -------- |
| ساماریس ۴۲' · ساماراس ۳+۹۰' (پنالتی) |     | بونی ۷۴' |

### گروه D
| تیم       | بازی | برد | مساوی | باخت | گل‌زده | گل‌خورده | تفاضل‌گل | امتیاز |
| --------- | ---- | --- | ----- | ---- | ----- | ------- | ------- | ------ |
| کاستاریکا | ۳    | ۲   | ۱     | ۰    | ۴     | ۱       | ۳+      | ۷      |
| اروگوئه   | ۳    | ۲   | ۰     | ۱    | ۴     | ۳       | ۱+      | ۶      |
| ایتالیا   | ۳    | ۱   | ۰     | ۲    | ۲     | ۳       | ۱-      | ۳      |
| انگلستان  | ۳    | ۰   | ۱     | ۲    | ۲     | ۴       | ۲-      | ۱      |

| اروگوئه             | ۳−۱ | کاستاریکا                        |
| ------------------- | --- | -------------------------------- |
| کاوانی ۲۴' (پنالتی) |     | کمپل ۵۴' · دوارت ۵۷' · اورنا ۸۴' |

| انگلستان    | ۱–۲ | ایتالیا                    |
| ----------- | --- | -------------------------- |
| استوریج ۳۷' |     | مارکیزیو ۳۵' · بالوتلی ۵۰' |

| اروگوئه        | ۱−۲ | انگلستان |
| -------------- | --- | -------- |
| سوارز ۳۹'، ۸۵' |     | رونی ۷۵' |

| ایتالیا | ۰–۱ | کاستاریکا |
| ------- | --- | --------- |
|         |     | رویز ۴۴'  |

| ایتالیا | ۰–۱ | اروگوئه   |
| ------- | --- | --------- |
|         |     | گودین ۸۱' |

| کاستاریکا | ۰–۰ | انگلستان |
| --------- | --- | -------- |
|           |     |          |

### گروه E
| تیم     | بازی | برد | مساوی | باخت | گل‌زده | گل‌خورده | تفاضل‌گل | امتیاز |
| ------- | ---- | --- | ----- | ---- | ----- | ------- | ------- | ------ |
| فرانسه  | ۳    | ۲   | ۱     | ۰    | ۸     | ۲       | ۶+      | ۷      |
| سوئیس   | ۳    | ۲   | ۰     | ۱    | ۷     | ۶       | ۱+      | ۶      |
| اکوادور | ۳    | ۱   | ۱     | ۱    | ۳     | ۳       | ۰       | ۴      |
| هندوراس | ۳    | ۰   | ۰     | ۳    | ۱     | ۸       | ۷-      | ۰      |

| سوئیس                     | ۱−۲ | اکوادور        |
| ------------------------- | --- | -------------- |
| مهمدی ۴۸' · سفروویچ ۳+۹۰' |     | ا. والنسیا ۲۲' |

| فرانسه                                            | ۰−۳ | هندوراس |
| ------------------------------------------------- | --- | ------- |
| بنزما ۴۵' (پنالتی)، ۷۲' · وایادارس ۴۸' (گل‌به‌خودی) |     |         |

| سوئیس                 | ۲–۵ | فرانسه                                                         |
| --------------------- | --- | -------------------------------------------------------------- |
| ژمایلی ۸۱' · ژاکا ۸۷' |     | ژیرو ۱۷' · ماتویدی ۴۰' · والبوئنا ۱۷' · بنزما ۶۷' · سیسوکو ۷۳' |

| هندوراس    | ۱–۲ | اکوادور             |
| ---------- | --- | ------------------- |
| کوستلی ۳۱' |     | ا. والنسیا ۳۴'، ۶۵' |

| هندوراس | ۳−۰ | سوئیس            |
| ------- | --- | ---------------- |
|         |     | شقیری ۶ ,۳۱ ,۷۱' |

| اکوادور | ۰−۰ | فرانسه |
| ------- | --- | ------ |
|         |     |        |

### گروه F
| تیم             | بازی | برد | مساوی | باخت | گل‌زده | گل‌خورده | تفاضل‌گل | امتیاز |
| --------------- | ---- | --- | ----- | ---- | ----- | ------- | ------- | ------ |
| آرژانتین        | ۳    | ۳   | ۰     | ۰    | ۶     | ۳       | ۳+      | ۹      |
| نیجریه          | ۳    | ۱   | ۱     | ۱    | ۲     | ۳       | ۰       | ۴      |
| بوسنی و هرزگوین | ۳    | ۱   | ۰     | ۲    | ۵     | ۴       | ۰       | ۳      |
| ایران           | ۳    | ۰   | ۱     | ۲    | ۱     | ۴       | ۳-      | ۱      |

| آرژانتین                          | ۱−۲ | بوسنی و هرزگوین |
| --------------------------------- | --- | --------------- |
| کولاسیناک ۳' (گل‌به‌خودی) · مسی ۶۵' |     | ایبیشویچ ۸۴'    |

| ایران | ۰−۰ | نیجریه |
| ----- | --- | ------ |
|       |     |        |

| آرژانتین  | ۰−۱ | ایران |
| --------- | --- | ----- |
| مسی ۱+۹۰' |     |       |

| نیجریه        | ۱–۰ | بوسنی و هرزگوین |
| ------------- | --- | --------------- |
| اودموینگی ۲۹' |     |                 |

| نیجریه      | ۲–۳ | آرژانتین                |
| ----------- | --- | ----------------------- |
| موسی ۴, ۴۷' |     | مسی ۳, ۱+۴۵' · روخو ۵۰' |

| بوسنی و هرزگوین                     | ۳–۱ | ایران         |
| ----------------------------------- | --- | ------------- |
| ژگو ۲۳' · پیانیچ ۵۹' · ورشایویچ ۸۳' |     | قوچان‌نژاد ۸۲' |

### گروه G
| تیم                 | بازی | برد | مساوی | باخت | گل‌زده | گل‌خورده | تفاضل‌گل | امتیاز |
| ------------------- | ---- | --- | ----- | ---- | ----- | ------- | ------- | ------ |
| آلمان               | ۳    | ۲   | ۱     | ۰    | ۷     | ۲       | ۵+      | ۷      |
| ایالات متحده آمریکا | ۳    | ۱   | ۱     | ۱    | ۴     | ۴       | ۰       | ۴      |
| پرتغال              | ۳    | ۱   | ۱     | ۱    | ۴     | ۷       | ۳-      | ۴      |
| غنا                 | ۳    | ۰   | ۱     | ۲    | ۴     | ۶       | ۳-      | ۱      |

| آلمان                                   | ۴–۰ | پرتغال |
| --------------------------------------- | --- | ------ |
| مولر ۷۸'، ۴۵' (۱۲)، پنالتی' · هوملس ۳۲' |     |        |

| غنا        | ۱–۲ | ایالات متحده آمریکا  |
| ---------- | --- | -------------------- |
| آ. آیو ۸۲' |     | دمپسی ۱' · بروکس ۸۶' |

| آلمان                 | ۲–۲ | غنا                   |
| --------------------- | --- | --------------------- |
| آ. آیو ۵۴' · جیان ۶۳' |     | گوتسه ۵۱' · کلوزه ۷۱' |

| ایالات متحده آمریکا  | ۲−۲ | پرتغال                |
| -------------------- | --- | --------------------- |
| جونز ۶۴' · دمپسی ۸۱' |     | نانی ۵' · وارلا ۵+۹۰' |

| ایالات متحده آمریکا | ۰–۱ | آلمان    |
| ------------------- | --- | -------- |
|                     |     | مولر ۵۵' |

| پرتغال                           | ۲–۱ | غنا      |
| -------------------------------- | --- | -------- |
| بوی ۳۱' (گل‌به‌خودی) · رونالدو ۸۰' |     | جیان ۵۷' |

### گروه H
| تیم       | بازی | برد | مساوی | باخت | گل‌زده | گل‌خورده | تفاضل‌گل | امتیاز |
| --------- | ---- | --- | ----- | ---- | ----- | ------- | ------- | ------ |
| بلژیک     | ۳    | ۳   | ۰     | ۰    | ۴     | ۱       | ۳+      | ۹      |
| الجزایر   | ۳    | ۱   | ۱     | ۱    | ۶     | ۵       | ۱+      | ۴      |
| روسیه     | ۳    | ۰   | ۲     | ۱    | ۲     | ۳       | ۱-      | ۲      |
| کرهٔ جنوبی | ۳    | ۰   | ۱     | ۲    | ۳     | ۶       | ۳-      | ۱      |

| بلژیک                  | ۲–۱ | الجزایر   |
| ---------------------- | --- | --------- |
| فلاینی ۷۰' · مرتنز ۸۰' |     | فغولی ۲۴' |

| روسیه       | ۱–۱ | کرهٔ جنوبی      |
| ----------- | --- | -------------- |
| کرژاکوف ۷۴' |     | لی کیون-هو ۶۸' |

| بلژیک      | ۰−۱ | روسیه |
| ---------- | --- | ----- |
| اوریگی ۸۸' |     |       |

| کرهٔ جنوبی                         | ۴−۲ | الجزایر                                          |
| --------------------------------- | --- | ------------------------------------------------ |
| سون هئونگ-مین ۵۰' · کو جاچئول ۷۲' |     | سلیمانی ۲۶' · حلیش ۲۸' · جابو ۳۸' · ابراهیمی ۶۲' |

| کرهٔ جنوبی | ۱−۰ | بلژیک       |
| --------- | --- | ----------- |
|           |     | فرتونگن ۷۸' |

| الجزایر     | ۱−۱ | روسیه      |
| ----------- | --- | ---------- |
| سلیمانی ۶۰' |     | کوکورین ۶' |

### مرحلهٔ حذفی
مرحلهٔ حذفی جام جهانی فوتبال ۲۰۱۴ مرحله دوم و نهایی مسابقات جام جهانی فوتبال ۲۰۱۴ است که بعد از مرحلهٔ گروهی و راهیابی ۱۶ تیم به مرحله یک‌هشتم نهایی ادامه می‌یابد.
در این مرحله اگر بازی‌ها در ۹۰ دقیقه معمول مساوی شد بازی به وقت اضافه کشیده می‌شود که در دو نیمه ۱۵ دقیقه‌ای بازی برگزار می‌شود و اگر در وقت اضافه هم نتیجه مساوی شد برنده در ضربات پنالتی مشخص می‌شود.
|  | یک هشتم نهایی                                | یک هشتم نهایی                                |                                                          |      | یک چهارم نهایی | یک چهارم نهایی |                                     |                                     | نیمه نهایی | نیمه نهایی |  |  | فینال | فینال |
|  |                                              |                                              |                                                          |      |                |                |                                     |                                     |            |            |  |  |       |       |
|  | ۲۸ ژوئن – ورزشگاه مینیرو                     |                                              |                                                          |      |                |                |                                     |                                     |            |            |  |  |       |       |
|  |                                              |                                              |                                                          |      |                |                |                                     |                                     |            |            |  |  |       |       |
|  | برزیل(پنالتی)                                | ۱(۳)                                         |                                                          |      |                |                |                                     |                                     |            |            |  |  |       |       |
|  | برزیل(پنالتی)                                | ۱(۳)                                         | ۴ ژوئیه – ورزشگاه کاستلو فورتالزا                        |      |                |                |                                     |                                     |            |            |  |  |       |       |
|  | شیلی                                         | ۱(۲)                                         |                                                          |      |                |                |                                     |                                     |            |            |  |  |       |       |
|  | شیلی                                         | ۱(۲)                                         | برزیل                                                    | ۲    |                |                |                                     |                                     |            |            |  |  |       |       |
|  | ۳۰ ژوئن – ورزشگاه ماراکانا                   |                                              | برزیل                                                    | ۲    |                |                |                                     |                                     |            |            |  |  |       |       |
|  |                                              | کلمبیا                                       | ۱                                                        |      |                |                |                                     |                                     |            |            |  |  |       |       |
|  | اروگوئه                                      | کلمبیا                                       | ۱                                                        | ۰    |                |                |                                     |                                     |            |            |  |  |       |       |
|  | اروگوئه                                      |                                              | ۸ ژوئیه – ورزشگاه مینیرو (همچنین ببینید:برزیل ۱–۷ آلمان) | ۰    |                |                |                                     |                                     |            |            |  |  |       |       |
|  | کلمبیا                                       | ۲                                            |                                                          |      |                |                |                                     |                                     |            |            |  |  |       |       |
|  | کلمبیا                                       | ۲                                            | برزیل                                                    | ۱    |                |                |                                     |                                     |            |            |  |  |       |       |
|  | ۳۰ ژوئن – ورزشگاه ملی مانه گارینشا           |                                              | برزیل                                                    | ۱    |                |                |                                     |                                     |            |            |  |  |       |       |
|  |                                              | آلمان                                        | ۷                                                        |      |                |                |                                     |                                     |            |            |  |  |       |       |
|  | فرانسه                                       | آلمان                                        | ۷                                                        | ۲    |                |                |                                     |                                     |            |            |  |  |       |       |
|  | فرانسه                                       | ۴ ژوئیه – ورزشگاه ماراکانا                   |                                                          | ۲    |                |                |                                     |                                     |            |            |  |  |       |       |
|  | نیجریه                                       | ۰                                            |                                                          |      |                |                |                                     |                                     |            |            |  |  |       |       |
|  | نیجریه                                       | ۰                                            | فرانسه                                                   | ۰    |                |                |                                     |                                     |            |            |  |  |       |       |
|  | ۳۰ ژوئن – ورزشگاه بیرا ریو                   |                                              | فرانسه                                                   | ۰    |                |                |                                     |                                     |            |            |  |  |       |       |
|  |                                              | آلمان                                        | ۱                                                        |      |                |                |                                     |                                     |            |            |  |  |       |       |
|  | آلمان                                        | آلمان                                        | ۱                                                        | ۲    |                |                |                                     |                                     |            |            |  |  |       |       |
|  | آلمان                                        |                                              | ۱۳ ژوئیه – ورزشگاه ماراکانا                              | ۲    |                |                |                                     |                                     |            |            |  |  |       |       |
|  | الجزایر                                      | ۱                                            |                                                          |      |                |                |                                     |                                     |            |            |  |  |       |       |
|  | الجزایر                                      | ۱                                            | آرژانتین                                                 | ۰    |                |                |                                     |                                     |            |            |  |  |       |       |
|  | ۳۰ ژوئن – ورزشگاه کاستلو فورتالزا            |                                              | آرژانتین                                                 | ۰    |                |                |                                     |                                     |            |            |  |  |       |       |
|  |                                              | آلمان                                        | ۱                                                        |      |                |                |                                     |                                     |            |            |  |  |       |       |
|  | هلند                                         | آلمان                                        | ۱                                                        | ۲    |                |                |                                     |                                     |            |            |  |  |       |       |
|  | هلند                                         | ۵ ژوئیه – ورزشگاه ایتایپاوا آرنا فونته نوآوا |                                                          | ۲    |                |                |                                     |                                     |            |            |  |  |       |       |
|  | مکزیک                                        | ۱                                            |                                                          |      |                |                |                                     |                                     |            |            |  |  |       |       |
|  | مکزیک                                        | ۱                                            | کاستاریکا                                                | ۰(۳) |                |                |                                     |                                     |            |            |  |  |       |       |
|  | ۳۰ ژوئن – ورزشگاه ایتایپاوا آرنا پرنامبوکو   |                                              | کاستاریکا                                                | ۰(۳) |                |                |                                     |                                     |            |            |  |  |       |       |
|  |                                              | هلند                                         | ۰(۴)                                                     |      |                |                |                                     |                                     |            |            |  |  |       |       |
|  | کاستاریکا(پنالتی)                            | هلند                                         | ۰(۴)                                                     | ۱(۵) |                |                |                                     |                                     |            |            |  |  |       |       |
|  | کاستاریکا(پنالتی)                            |                                              | ۹ ژوئیه – ورزشگاه آرنا کورینتیانس                        | ۱(۵) |                |                |                                     |                                     |            |            |  |  |       |       |
|  | یونان                                        | ۱(۳)                                         |                                                          |      |                |                |                                     |                                     |            |            |  |  |       |       |
|  | یونان                                        | ۱(۳)                                         | هلند                                                     | ۰(۲) |                |                |                                     |                                     |            |            |  |  |       |       |
|  | ۱ ژوئیه – ورزشگاه آرنا کورینتیانس            |                                              | هلند                                                     | ۰(۲) |                |                |                                     |                                     |            |            |  |  |       |       |
|  |                                              | آرژانتین                                     | ۰(۴)                                                     |      | رده‌بندی        | رده‌بندی        |                                     |                                     |            |            |  |  |       |       |
|  | آرژانتین                                     | آرژانتین                                     | ۰(۴)                                                     | ۱    | رده‌بندی        | رده‌بندی        |                                     |                                     |            |            |  |  |       |       |
|  | آرژانتین                                     | ۵ ژوئیه – ورزشگاه ملی مانه گارینشا           | ۵ ژوئیه – ورزشگاه ملی مانه گارینشا                       | ۱    |                |                | ۱۲ ژوئیه – ورزشگاه ملی مانه گارینشا | ۱۲ ژوئیه – ورزشگاه ملی مانه گارینشا |            |            |  |  |       |       |
|  | سوئیس                                        | ۵ ژوئیه – ورزشگاه ملی مانه گارینشا           | ۵ ژوئیه – ورزشگاه ملی مانه گارینشا                       | ۰    |                |                | ۱۲ ژوئیه – ورزشگاه ملی مانه گارینشا | ۱۲ ژوئیه – ورزشگاه ملی مانه گارینشا |            |            |  |  |       |       |
|  | سوئیس                                        | آرژانتین                                     | ۱                                                        | ۰    | برزیل          | ۰              |                                     |                                     |            |            |  |  |       |       |
|  | ۱ ژوئیه – ورزشگاه ایتایپاوا آرنا فونته نوآوا | آرژانتین                                     | ۱                                                        |      | برزیل          | ۰              |                                     |                                     |            |            |  |  |       |       |
|  |                                              | بلژیک                                        | ۰                                                        |      | هلند           | ۳              |                                     |                                     |            |            |  |  |       |       |
|  | بلژیک                                        | بلژیک                                        | ۰                                                        | ۲    | هلند           | ۳              |                                     |                                     |            |            |  |  |       |       |
|  | بلژیک                                        |                                              |                                                          | ۲    |                |                |                                     |                                     |            |            |  |  |       |       |
|  | ایالات متحده آمریکا                          | ۱                                            |                                                          |      |                |                |                                     |                                     |            |            |  |  |       |       |
|  | ایالات متحده آمریکا                          | ۱                                            |                                                          |      |                |                |                                     |                                     |            |            |  |  |       |       |

### مرحلهٔ یک‌هشتم نهایی
| برزیل                                        | ۱–۱ | شیلی                                   |
| -------------------------------------------- | --- | -------------------------------------- |
| داوید لوییس ۱۸'                              |     | الکسیس سانچز ۳۲'                       |
| ضربات پنالتی                                 |     |                                        |
| داوید لوییس · ویلیان · مارسلو · هالک · نیمار | ۳–۲ | پینیلا · سانچز · آرانگیز · دیاز · خارا |

| کلمبیا         | ۲–۰ | اروگوئه |
| -------------- | --- | ------- |
| رودریگز ۲۸٬۵۰' |     |         |

| هلند                                 | ۲–۱ | مکزیک          |
| ------------------------------------ | --- | -------------- |
| اسنایدر ۸۸' · هونتلار ۲+۹۰' (پنالتی) |     | دوس سانتوس ۴۸' |

| کاستاریکا                               | ۱–۱ | یونان                                    |
| --------------------------------------- | --- | ---------------------------------------- |
| رویز ۳۲'                                |     | پاپاستاتوپولوس ۱+۹۰'                     |
| ضربات پنالتی                            |     |                                          |
| بورخس · رویز · گونزالس · کمپل · اومانیا | ۵–۳ | میتروگلو · کریستودولوپوس · هولباس · گکاس |

| فرانسه                          | ۲–۰ | نیجریه |
| ------------------------------- | --- | ------ |
| پوگبا ۷۹' · یوبو ۹۰' (گل‌به‌خودی) |     |        |

| آلمان                  | ۲–۱ | الجزایر     |
| ---------------------- | --- | ----------- |
| شورله ۹۲' · اوزیل ۱۲۰' |     | جابو ۲+۱۲۰' |

| آرژانتین                 | ۰−۱ | سوئیس |
| ------------------------ | --- | ----- |
| دی‌ماریا ۱۱۸' (وقت اضافه) |     |       |

| بلژیک                       | ۲–۱ | ایالات متحده آمریکا |
| --------------------------- | --- | ------------------- |
| ده بروینه ۹۳' · لوکاکو ۱۰۵' |     | جولیان گرین ۱۰۷'    |

#### یک چهارم نهایی
| فرانسه | ۰–۱ | آلمان     |
| ------ | --- | --------- |
|        |     | هوملس ۱۳' |

| برزیل                            | ۲–۱ | کلمبیا               |
| -------------------------------- | --- | -------------------- |
| تیاگو سیلوا ۷' · داوید لوییس ۶۹' |     | رودریگز ۸۰' (پنالتی) |

| آرژانتین    | ۱–۰ | بلژیک |
| ----------- | --- | ----- |
| ایگواین ۱۰' |     |       |

| هلند                             | ۰–۰ | کاستاریکا                                   |
| -------------------------------- | --- | ------------------------------------------- |
|                                  |     |                                             |
| ضربات پنالتی                     |     |                                             |
| فان پرسی · روبن · اسنایدر · کویت | ۴–۳ | بورخس · رویز · گونزالس · بولانیوس · اومانیا |

#### نیمه‌نهایی
| برزیل     | ۱–۷ | آلمان                                                             |
| --------- | --- | ----------------------------------------------------------------- |
| اسکار ۹۰' |     | مولر ۱۱' · کلوزه ۲۳' · کروس ۲۴'، ۲۸' · خدیرا ۲۹' · شورله ۶۹'، ۷۹' |

| آرژانتین                       | ۰–۰ | هلند                         |
| ------------------------------ | --- | ---------------------------- |
|                                |     |                              |
| ضربات پنالتی                   |     |                              |
| مسی · گارای · آگوئرو · رودریگز | ۴–۲ | ولار · روبن · اسنایدر · کویت |

#### مسابقه رده‌بندی
| برزیل | ۰–۳ | هلند                                               |
| ----- | --- | -------------------------------------------------- |
|       |     | فان پرسی ۳' (پنالتی) · بلیند ۱۷' · واینالدوم ۱+۹۰' |

#### فینال
| آلمان      | ۱–۰ | آرژانتین |
| ---------- | --- | -------- |
| گوتسه ۱۱۳' |     |          |

## آمار

### جدول گلزنان
۶ گل
- خامس رودریگز

۵ گل
- توماس مولر

۴ گل
| - لیونل مسی | - نیمار | - روبین فان پرسی |

۳ گل
| - آندره شورله - انر والنسیا | - کریم بنزما - جردان شقیری | - آرین روبن |

۲ گل
| - تونی کروس - متس هوملس - ماریو گوتسه - میروسلاو کلوزه - کلینت دمپسی - تیم کیهیل - لوییس سوارز | - عبدالمومن جابو - اسلام سلیمانی - اسکار - داوید لوییس - ژروینیو - ویلفرید بونی - الکسیس سانچز | - برایان رویز - جکسون مارتینز - ایوان پریشیچ - ماریو مانجوکیچ - آساموا ژیان - آندره آیو - ممفیس دپای - احمد موسی |

۱ گل
| - سامی خدیرا - جان آنتونی بروکس - جرمین جونز - جولیان گرین - ادینسون کاوانی - دیه‌گو گودین - خوان ماتا - داوید ویا - ژابی آلونسو - فرناندو تورس - میله یدیناک - رفیق حلیش - سفیان فغولی - یاسین براهیمی - آنخل دی ماریا - مارکوس روخو - گونسالو ایگواین - دنیل استوریج - وین رونی - کلودیو مارکیزیو - ماریو بالوتلی - رضا قوچان‌نژاد - تیاگو سیلوا - فرد - فرناندینیو - دریس مرتنز - دیووک اوریگی - روملو لوکاکو | - کوین ده بروینه - مروان فلاینی - یان فرتونگن - آودیا ورشایویچ - ادین ژکو - میرالم پیانیچ - وداد ایبیشویچ - سیلوستره وارلا - کریستیانو رونالدو - نانی - آلکساندر کرژاکوف - آلکساندر کوکورین - شینجی اوکازاکی - کیسوکه هوندا - آدمیر مهمدی - بلریم ژمایلی - گرانیت ژاکا - هریس سفروویچ - ادواردو وارگاس - چارلز آرانگیز - خورخه والدیویا - ژان بوسیور - الیویه ژیرو - بلز ماتویدی - پل پوگبا - متیو والبوئنا - موسی سیسوکو | - اسکار دوارت - جوئل کمپل - مارکو اورنا - ژوئل متیپ - سون هئونگ-مین - کو جاچئول - لی کیون-هو - ایویکا اولیچ - پابلو آرمرو - تئوفیلو گوتیرز - خوان فرناندو کینترو - خوان کوادرادو - آساموا ژیان - آندرس گواردادو - اوریبه پرالتا - جیووانی دوس سانتوس - خاویر هرناندز - رافائل مارکز - پیتر اودموینگی - استفان ده فری - دیلی بلیند - لروی فر - کلاس یان هونتلار - جورجینیو واینالدوم - وسلی اسنایدر - کارلو کوستلی - آندریاس ساماریس - جورجوس ساماراس - سوکراتیس پاپاستاتوپولوس |

گل به خودی
- مارسلو (برای کرواسی)
- نوئل وایادارس (برای فرانسه)
- سئاد کولاسیناک (برای آرژانتین)
- جان بوی (برای پرتغال)
- جوزف یوبو (برای فرانسه)

منبع: FIFA

### جدول پاسورها
۴ پاس‌گل
| - تونی کروس |

۳ پاس‌گل
| - آندره شورله | - خوان کوادرادو | - کریم بنزما |

۲ پاس‌گل
- کوین ده بروین
- ادن آزار
- الکسیس سانچز
- ابل آگویلار
- خامس رودریگز
- کریستین بولانوس
- والتر آیووی
- متیو والبوئنا
- فلیپ لام
- توماس مولر
- مسعوت اوزیل
- سرژ اوریر
- دیلی بلیند
- داریل یانمات
- یوسیپ درمیچ
- گراهام زوسی

۱ پاس گل
- یاسین براهیمی
- عبدالمومن جابو
- سفیان فغولی
- کارل مجانی
- اسلام سلیمانی
- آنخل دی‌ماریا
- ازکوئیل گارای
- گونسالو ایگواین
- لیونل مسی
- مارکوس روخو
- رایان مک‌گوان
- تامی اور
- روملو لوکاکو
- دیووک اوریگی
- ادین ژکو
- سناد لولیچ
- میرالم پیانیچ
- تینو-اسون سوشیچ
- دانته
- داوید لوییس
- لوئیز گوستاوو
- مارسلو
- نیمار
- اسکار
- تیاگو سیلوا
- آلن انیوم
- چارلز آرانگیز
- ماوریسیو پینیلا
- خورخه والدیویا
- ادواردو وارگاس
- تئوفیلو گوتیرز
- آدریان راموس
- جوئل کمپل
- جونیور دیاز
- کریستین گامبوا
- ادواردو دا سیلوا
- نیکیسا یلاویچ
- ایوان پریشیچ
- دانیل پرانیچ
- ایوان راکیتیچ
- خوان کارلوس پاردز
- گلن جانسون
- وین رونی
- متیو دبوشی
- پل پوگبا
- بندیکت هوودس
- سامی خدیرا
- کوادوو آساموا
- جان بوی
- آساموا ژیان
- سولی مونتاری
- تئوفانیس گکاس
- جورجوس ساماراس
- برایان بکلز
- جواد نکونام
- آنتونیو کاندرئوا
- آندره‌ا پیرلو
- جروینیو
- کیسوکه هوندا
- یوتو ناگاتومو
- جیووانی دوس سانتوس
- هکتور میگل هررا
- رافائل مارکز
- ممفیس دپای
- کلاس یان هونتلار
- آرین روبن
- وسلی اسنایدر
- مایکل باباتونده
- امانوئل امنیکه
- کریستیانو رونالدو
- میگل ولوسو
- دیمیتری کومباروف
- لی کیون-هو
- یان سوک-یونگ
- سسک فابرگاس
- آندرس اینیستا
- خوان‌فران
- گوکان اینلر
- آدمیر مهمدی
- ریکاردو رودریگز
- مایکل بردلی
- ادینسون کاوانی
- فرناندو موسلرا
- گاستون رامیرس

Source: UEFA

## جوایز نقدی
فدراسیون بین‌المللی فوتبال (فیفا) مبلغ جوایز نقدی مسابقات جام جهانی ۲۰۱۴ برزیل را ۵۷۶ میلیون دلار تعیین کرد که افزایش دست کم یک سوم را نسبت به جام جهانی ۲۰۱۰ نشان می‌دهد. جوایز نقدی جام جهانی ۲۰۱۰ در آفریقای جنوبی ۱۴۰ میلیون دلار کمتر و مبلغ ۴۲۰ میلیون دلار بود. جوایز نقدی جام جهانی ۲۰۱۴ افزایش حداقل ۳۷ درصدی را نسبت به دوره گذشته نشان می‌دهد. علاوه بر این ۷۰ میلیون دلار هم از طریق فدارسیون‌های کشورها، بین باشگاه‌هایی که بازیکنان آن‌ها در ماه ژوئن ۲۰۱۴ در جام جهانی شرکت می‌کنند، توزیع خواهد کرد، این مبلغ هم نسبت به دوره گذشته افزایش یافته‌است.

## باشگاهی
از باشگاه‌هایی که بازیکنان‌شان در جام جهانی شرکت دارند در نظر گرفته‌است. این برنامه که در سال ۲۰۱۲ راه‌اندازی شده، همه بازی‌ها در هر سطحی که در تقویم بین‌المللی فوتبال درج شده، از تاریخ اول سپتامبر ۲۰۱۲ تا ۳۱ دسامبر ۲۰۱۴، را در بر می‌گیرد. تمامی تیم‌ها مبلغ ۱٫۵ میلیون یورو برای آماده‌سازی تیم و خرج‌های اولیه دریافت می‌کنند.
میزان پاداش‌های نقدی اختصاص داده شده در جام جهانی ۲۰۱۴ به شرح زیر است:
- ۸ میلیون دلار - برای هر یک از ۱۶ تیمی که در مرحله گروهی جام جهانی حذف می‌شوند؛
- ۹ میلیون دلار - برای ۸ تیمی که در اولین مرحله حذفی حذف می‌شوند؛
- ۱۴ میلیون دلار - برای ۴ تیمی که در مرحله یک‌هشتم نهایی حذف می‌شوند؛
- ۲۰ میلیون دلار - برای تیم چهارم؛
- ۲۲ میلیون دلار - برای تیم سوم جام جهانی؛
- ۲۵ میلیون دلار - برای نایب قهرمان جام قهرمانی؛
- ۳۵ میلیون دلار - برای قهرمان جام جهانی.

### لباس‌ها
چهار تولیدکنندهٔ لباس، در مسابقات حضور دارند:
| سازندهٔ لباس | تیم‌ها                                                                                          |
| ----------- | ---------------------------------------------------------------------------------------------- |
| آدیداس      | آلمان، مکزیک، کلمبیا، اسپانیا، روسیه، ژاپن، آرژانتین، بوسنی و هرزگوین، نیجریه                  |
| نایک        | کرواسی، هلند، پرتغال، انگلستان، فرانسه، ایالات متحده آمریکا، کره جنوبی، یونان، استرالیا، برزیل |
| پوما        | اروگوئه، شیلی، ایتالیا، الجزایر، سوئیس، کامرون، ساحل عاج، غنا                                  |
| اول اشپورت  | ایران                                                                                          |
| لوتو اسپورت | کاستاریکا                                                                                      |
| جوما        | هندوراس                                                                                        |
| ماراتن      | اکوادور                                                                                        |
| بوردا       | بلژیک                                                                                          |

## حاشیه‌های جام جهانی

### خوانندگان جام

کاور رسمی آهنگ ما یکی هستیم (اوله اولاً)

در ۲۴ ژانویه ۲۰۱۴، فیفا و سونی میوزیک اعلام کردند که آواز رسمی این دور از مسابقات به نام (ما یکی هستیم (اوله اولا)) به خوانندگی پیت‌بول و با همکاری جنیفر لوپز و کلودیا لیت اجرا می‌شود.

### تکنولوژی‌های مورد استفاده
شرکت آلمانی GoalControl در زمینه تجزیه و تحلیل بی‌درنگ (real time) تصویر در رویدادهای ورزشی فعالیت می‌کند. توسعه و به‌کارگیری سیستم‌های بینایی مبتنی‌بر دوربین که در زمینه شناسایی و ردیابی سه بعدی اشیای متحرک در صحنه‌های پیچیده‌ای نظیر رقابت‌های فوتبال قابل استفاده هستند، از تخصص‌های این شرکت است. این شرکت دو محصول دارد که هر دو را می‌توان در فوتبال مورد استفاده قرار داد. یکی از این محصولات، سیستم GoalControl-4D است که مورد تأیید فیفا قرار گرفته و با نصب در دوازده استادیوم میزبان بازی‌های جام جهانی برزیل، GLT را برای نخستین‌بار در جام جهانی به کمک داوران می‌آورد.
سیستم GoalControl-4D به ۱۴ دوربین پرسرعت مجهز است که روی سقف و گرداگرد زمین فوتبال نصب می‌شوند. از این میان، هفت دوربین برای هر دروازه در نظر گرفته شده‌است که هر دوربین در هر ثانیه ۵۰۰ فریم 3d ایجاد می‌کند.
دوربین‌ها به یک سیستم کامپیوتری پردازش تصویر قدرتمند متصل هستند که حرکات همه اشیای موجود در زمین را ردیابی کرده و بازیکنان، داوران و موارد اضافی را حذف و فقط توپ را باقی می‌گذارد و با دقت میلی‌متری موقعیت سه بعدی توپ را محاسبه می‌کند. از طرفی همه تصاویر مربوط به گل‌ها و توپ‌هایی که به احتمال گل خواهند شد را ذخیره می‌کند و در نتیجه هر زمان که لازم بود می‌توان آن‌ها را بازپخش کرد. موقعیت توپ، پیوسته و خودکار و به‌طور سه بعدی ثبت می‌شود و گل با دقت تا ۵ میلی‌متر شناسایی می‌شود. اگر توپ از خط دروازه عبور کند، واحد پردازش مرکزی در کمتر از یک ثانیه به‌طور خودکار سیگنال رادیویی رمزگذاری شده‌ای را به ساعت داور ارسال می‌کند.

### نوشیدنی‌ها الکلی
پس از مرگ چند نفر در ورزشگاه‌های برزیل که با نوشیدن الکل ارتباط داشتند، در سال ۲۰۰۳ فدراسیون فوتبال برزیل تصمیم گرفت که فروش نوشیدنی‌های الکلی در ورزشگاه‌ها را ممنوع اعلام کند. فیفا از برزیل خواست تا این ممنوعیت را بردارد چرا که یکی از حامیان اصلی بازی‌های جام جهانی بادوایزر است. با موافقت با این درخواست فیفا، برزیل قانون ممنوعیت فروش الکل در ورزشگاه‌ها را برطرف کرد.

### افشانه داوری
در این دوره جام جهانی در جهت تسهیل کار داوران و بالابردن کیفیت داوری مسابقات، برای نخستین بار از یک افشانه مخصوص بهره گرفته شد که داوران با آن می‌توانستند بر روی چمن خط بکشند تا محل دقیق تشکیل دیوار دفاعی و قرارگیری توپ در ضربات آزاد را مشخص کنند. این افشانه پس از مدت اندکی که روی چمن باقی می‌ماند محو می‌شد. مخترع این افشانه فردی به نام «هاینه آلماگنیه» اهل برزیل بود.